# Championnats d'Europe juniors d'athlétisme 2003
Navigation
2001 2005
Les 17es Championnats d'Europe juniors d'athlétisme se sont déroulés à Tampere, en Finlande du 23 au 27 juillet 2003, au stade Ratina.

## Faits marquants
44 épreuves étaient au programme de ces championnats : 22 chez les hommes et 22 chez les femmes. Au classement par médailles c'est l'Allemagne qui l'emporte avec 27 médailles dont dix d'or, devant la Russie et le Royaume-Uni.
Individuellement, la Roumaine Catalina Oprea bat le record du monde junior du 2 000 mètres steeple.
Trois athlètes réalisent un doublé : la Bulgare Ivet Lalova au 100 m et 200 m, le Portugais Nelson Évora à la longueur et au triple, l'Allemande Sophie Krauel au 100 mètres haies et à la longueur.
Par ailleurs l'Allemand Till Helmke repart avec trois médailles obtenues en sprint.
Pour le public finlandais, le meilleur moment des championnats est à mettre sur le compte du lancer de javelot masculin, où le podium est occupé par trois Finlandais.
À noter que chez les garçons, les lancers du poids, disque et marteau s'effectuent désormais avec des engins plus légers que ceux des seniors. Ceci concerne donc aussi le décathlon.

## Résultats

### Garçons
| Épreuves                          | Or                                                                                | Argent                                                                          | Bronze                                                                                      |
| --------------------------------- | --------------------------------------------------------------------------------- | ------------------------------------------------------------------------------- | ------------------------------------------------------------------------------------------- |
| 100 m (Vent : -0,2 m/s)           | Leon Baptiste 10 s 50                                                             | Till Helmke 10 s 52                                                             | Monu Miah 10 s 54                                                                           |
| 200 m (Vent : +1,0 m/s)           | Sebastian Ernst 20 s 63                                                           | Roman Smirnov 20 s 86                                                           | Till Helmke 20 s 86                                                                         |
| 400 m                             | Dimítrios Grávalos 46 s 54                                                        | Kamghe Gaba 46 s 63                                                             | Piotr Kędzia 46 s 69                                                                        |
| 800 m                             | René Bauschinger 1 min 46 s 43                                                    | David Fiegen 1 min 49 s 91                                                      | Ireneusz Sekretarski 1 min 49 s 97                                                          |
| 1 500 m                           | Bartosz Nowicki 3 min 45 s 01                                                     | Thomas Lancashire 3 min 45 s 60                                                 | Olle Walleräng 3 min 46 s 17                                                                |
| 5 000 m                           | Anatoliy Rybakov 14 min 13 s 41                                                   | Marius Ionescu 14 min 16 s 12                                                   | Cristinel Irimia 14 min 17 s 30                                                             |
| 10 000 m                          | Marius Ionescu 29 min 40 s 41                                                     | Aleksey Reunkov 29 min 40 s 80                                                  | Mohammed Bashir 29 min 42 s 42                                                              |
| 3 000 mètres steeple              | Ruben Schwarz 8 min 46 s 21                                                       | Maricel Ionaşcu 8 min 53 s 31                                                   | Peter Kellie 8 min 55 s 69                                                                  |
| 110 mètres haies (Vent : 0,0 m/s) | Bano Traoré 13 s 95                                                               | Andreas Kundert 14 s 18                                                         | Kai Doskoczynski 14 s 26                                                                    |
| 400 mètres haies                  | Rhys Williams 51 s 15                                                             | Mohamed Atig 51 s 46                                                            | Rupert Gardner 51 s 83                                                                      |
| 10 000 m marche                   | Vladimir Parvatkin 41 min 33 s 55                                                 | Michal Blažek 41 min 54 s 66                                                    | Francisco Arcilla 42 min 06 s 15                                                            |
| 4 × 100 m                         | Royaume-Uni Andrew Matthews Laurence Oboh Monu Miah Leon Baptiste 40 s 37         | Allemagne Martin Lohmann Kai Doskoczynski Sebastian Ernst Till Helmke 40 s 41   | France Cédric Fagris Jean-Paul Fernandez Guillaume Wallard Eddy De Lépine 40 s 50           |
| 4 × 400 m                         | Allemagne Lars Förster Thomas Wilhelm Christoph Gernand Kamghe Gaba 3 min 08 s 31 | Pologne Łukasz Pryga Karol Grzegorczyk Rafał Błocian Piotr Kedzia 3 min 08 s 62 | Russie Konstantin Svechkar Maksim Aleksandrenko Ivan Kozhukhar Dmitriy Shubin 3 min 08 s 81 |
| Saut en hauteur                   | Jaroslav Bába 2,28 m                                                              | Aleksey Dmitrik 2,26 m                                                          | Linus Thörnblad 2,23 m                                                                      |
| Saut à la perche                  | Vincent Favretto 5,50 m                                                           | Artem Kuptsov 5,50 m                                                            | Fabian Schulze 5,40 m                                                                       |
| Saut en longueur                  | Nelson Évora 7,83 m (NJR)                                                         | Christian Kaczmarek 7,81 m                                                      | Tim Riedel 7,65 m                                                                           |
| Triple saut                       | Nelson Évora 16,43 m                                                              | Dzmitry Dziatsuk 16,13 m (w)                                                    | Yevhen Semenenko 16,04 m                                                                    |
| Lancer du poids (6 kg)            | Magnus Lohse 20,28 m                                                              | Anton Lyuboslavskiy 20,10 m                                                     | Georgi Ivanov 19,94 m                                                                       |
| Lancer du disque (1,75 kg)        | Erik Cadée 60,42 m                                                                | Martin Marić 58,59 m                                                            | Andreas Porth 58,45 m                                                                       |
| Lancer du marteau (6 kg)          | Lorenzo Povegliano 72,72 m                                                        | Kamilius Bethke 72,60 m                                                         | Andrey Azarenkov 72,10 m                                                                    |
| Lancer du javelot                 | Teemu Wirkkala 79,90 m                                                            | Tero Järvenpää 73,66 m                                                          | Antti Ruuskanen 72,87 m                                                                     |
| Décathlon (U20)                   | Nicklas Wiberg 7 604 pts                                                          | Aleksey Sysoyev 7 531 pts                                                       | Steffen Willwacher 7 497 pts                                                                |

### Filles
| Épreuves                           | Or                                                                                          | Argent                                                                        | Bronze                                                                                 |
| ---------------------------------- | ------------------------------------------------------------------------------------------- | ----------------------------------------------------------------------------- | -------------------------------------------------------------------------------------- |
| 100 m (Vent : 0,0 m/s)             | Ivet Lalova 11 s 43                                                                         | Véronique Mang 11 s 56                                                        | Jade Lucas-Read 11 s 60                                                                |
| 200 m (Vent : +1,6 m/s)            | Ivet Lalova 22 s 88                                                                         | Jenny Ljunggren 23 s 35 (NJR)                                                 | Virginie Michanol 23 s 36                                                              |
| 400 m                              | Mariya Dryakhlova 52 s 65                                                                   | Joanne Cuddihy 53 s 62                                                        | Christine Ohuruogu 54 s 21                                                             |
| 800 m                              | Simona Barcău 2 min 02 s 76                                                                 | Charlotte Moore 2 min 03 s 40                                                 | Jemma Simpson 2 min 03 s 42                                                            |
| 1 500 m                            | Nelya Neporadna 4 min 12 s 57                                                               | Dani Barnes 4 min 16 s 91                                                     | Corina Dumbrăvean 4 min 17 s 56                                                        |
| 3 000 m                            | Inna Poluškina 9 min 07 s 85                                                                | Binnaz Uslu 9 min 23 s 10                                                     | Adriënne Herzog 9 min 26 s 01                                                          |
| 5 000 m                            | Silvia La Barbera 15 min 52 s 20 (NJR)                                                      | Inna Poluškina 15 min 55 s 69                                                 | Charlotte Dale 16 min 07 s 26                                                          |
| 100 mètres haies (Vent : -0,1 m/s) | Sophie Krauel 13 s 28                                                                       | Symone Belle 13 s 53                                                          | Sabrina Altermatt 13 s 59                                                              |
| 400 mètres haies                   | Yekaterina Kostetskaya 57 s 52                                                              | Irina Obedina 57 s 57                                                         | Zuzana Hejnová 58 s 30                                                                 |
| 10 000 m marche                    | Irina Petrova 47 min 12 s 77                                                                | Anna Bragina 47 min 17 s 56                                                   | Ana Cabecinha 47 min 36 s 15                                                           |
| 2 000 mètres steeple               | Catalina Oprea 6 min 21 s 78 (NJR)                                                          | Ancuţa Bobocel 6 min 32 s 03                                                  | Yekaterina Bespalova 6 min 35 s 11                                                     |
| 4 × 100 m                          | France Natacha Vouaux Lina Jacques-Sébastien Aurélie Kamga Véronique Mang 44 s 60           | Royaume-Uni Anyika Onuora Kadi-Ann Thomas Amy Spencer Jade Lucas-Read 44 s 81 | Finlande Siina Pylkkä Elina Korjansalo Sari Keskitalo Elisa Hakamäki 45 s 00           |
| 4 × 400 m                          | Russie Tatyana Popova Yekaterina Kostetskaya Elena Migunova Mariya Dryakhlova 3 min 33 s 48 | France Dora Jemaa Thélia Sigère Rose Ndje Virginie Michanol 3 min 37 s 78     | Royaume-Uni Christine Ohuruogu Sian Scott Victoria Griffiths Gemma Nicol 3 min 38 s 96 |
| Saut en hauteur                    | Ariane Friedrich 1,88 m                                                                     | Aileen Herrmann 1,86 m                                                        | Emma Green 1,86 m                                                                      |
| Saut à la perche                   | Silke Spiegelburg 4,15 m                                                                    | Floé Kühnert 4,15 m                                                           | Aleksandra Kiryashova 4,15 m                                                           |
| Saut en longueur                   | Sophie Krauel 6,47 m                                                                        | Adina Anton 6,46 m                                                            | Daniela Lincoln-Saavedra 6,35 m                                                        |
| Triple saut                        | Anastasiya Taranova 13,61 m                                                                 | Cristine Spătaru 13,54 m                                                      | Svetlana Bolshakova 13,37 m                                                            |
| Lancer du poids                    | Anna Avdeyeva 16,71 m                                                                       | Yuliya Leantsiuk 16,29 m                                                      | Petra Lammert 16,16 m                                                                  |
| Lancer de disque                   | Ulrike Giesa 53,75 m                                                                        | Nadine Müller 53,44 m                                                         | Darya Pishchalnikova 52,39 m                                                           |
| Lancer du marteau                  | Katarzyna Kita 66,08 m                                                                      | Maryia Smaliachkova 65,89 m                                                   | Berta Castells 65,64 m                                                                 |
| Lancer du javelot                  | Julia Zandt 56,96 m                                                                         | Mareike Rittweg 54,74 m                                                       | Ilze Gribule 52,76 m                                                                   |
| Heptathlon                         | Olga Levenkova 5 748 pts                                                                    | Kathrin Geissler 5 631 pts                                                    | Anna Kryazheva 5 605 pts                                                               |

## Tableau des médailles[3]
- Pays hôte

| Rang  | Nation      | Or | Argent | Bronze | Total |
| ----- | ----------- | -- | ------ | ------ | ----- |
| 1     | Allemagne   | 10 | 10     | 7      | 27    |
| 2     | Russie      | 9  | 8      | 7      | 24    |
| 3     | Royaume-Uni | 3  | 5      | 8      | 16    |
| 4     | Roumanie    | 3  | 5      | 2      | 10    |
| 5     | France      | 3  | 3      | 2      | 8     |
| 6     | Suède       | 2  | 1      | 4      | 7     |
| 7     | Pologne     | 2  | 1      | 2      | 5     |
| 8     | Bulgarie    | 2  | 0      | 1      | 3     |
| 8     | Portugal    | 2  | 0      | 1      | 3     |
| 10    | Italie      | 2  | 0      | 0      | 2     |
| 11    | Finlande    | 1  | 1      | 2      | 4     |
| 12    | Lettonie    | 1  | 1      | 1      | 3     |
| 13    | Tchéquie    | 1  | 0      | 1      | 2     |
| 13    | Pays-Bas    | 1  | 0      | 1      | 2     |
| 13    | Ukraine     | 1  | 0      | 1      | 2     |
| 16    | Grèce       | 1  | 0      | 0      | 1     |
| 17    | Biélorussie | 0  | 3      | 0      | 3     |
| 18    | Suisse      | 0  | 1      | 1      | 2     |
| 19    | Croatie     | 0  | 1      | 0      | 1     |
| 19    | Irlande     | 0  | 1      | 0      | 1     |
| 19    | Luxembourg  | 0  | 1      | 0      | 1     |
| 19    | Slovaquie   | 0  | 1      | 0      | 1     |
| 19    | Turquie     | 0  | 1      | 0      | 1     |
| 24    | Espagne     | 0  | 0      | 2      | 2     |
| 25    | Danemark    | 0  | 0      | 1      | 1     |
| Total | Total       | 44 | 44     | 44     | 132   |